# Монтебелло (замок)

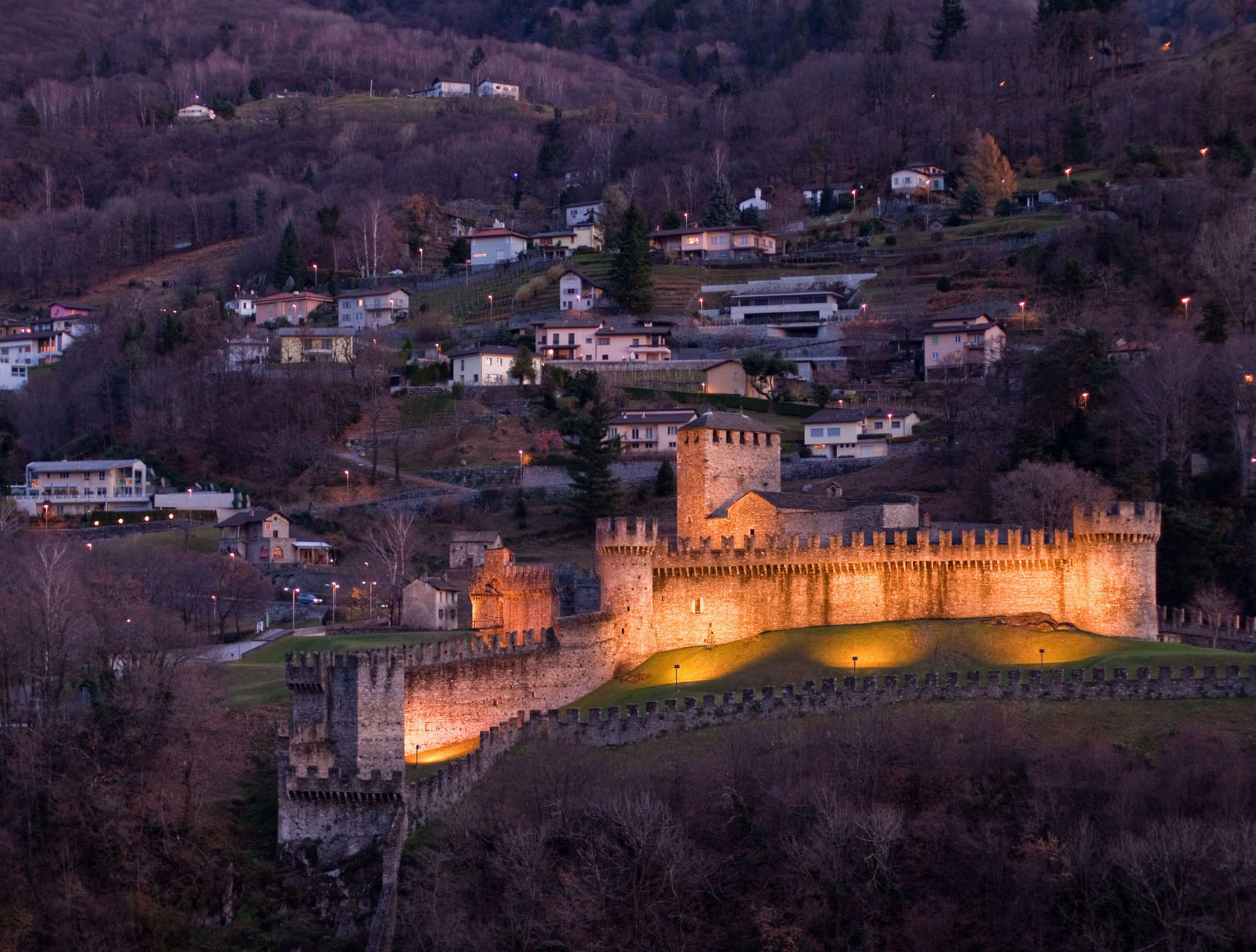
Замок Монтебелло ночью.

Замок Монтебелло (англ. Castello di Montebello, буквально — Замок на прекрасной горе) — замок, расположенный на скалистой вершине к востоку от города, связан с Кастельгранде городскими стенами. Является объектом Всемирного наследия ЮНЕСКО.
Этот замок, известный также как Малый, Новый или Средний Замок в XV столетии и Замок Св. Мартина после 1818 года, был построен до 1313 года для семьи Руска (Rusca), которая владела Беллинцоной после победы над герцогами Висконти. К концу XIV замок перешёл во владение семьи Висконти, которыми он был реконструирован и расширен в период с 1462 по 1490 год до сегодняшнего состояния. В XIX веке замок пришел в упадок, однако в 1903 году был отреставрирован.
В отличие от Кастельгранде, замок Монтебелло не был защищен естественными особенностями рельефа. Поэтому вокруг замка были вырыты глубокие рвы, которые защищали стены. Комплекс замка имеет форму ромба и связан с городскими стенами на юге и севере. Сооружение замка заняло три этапа, которые отчетливо различимы при исследовании его построек: центральная, самая старая часть замка окружена стенами XIV столетия, которые в свою очередь окружены стенами XV века.
Первоначально вход в замок расположен высоко на западной стене, до него можно добраться, поднимаясь по крутой внешней лестнице. Стена XIV века была частично включена в более позднюю стену XV века, но некоторые первоначальные участки стены сохранились нетронутыми. Стена XV столетия расположена в 715 метрах от первоначальных построек замка, окружена с восточной стороны рвом и имеет с северной стороны зубцы. В ходе этой реконструкции на южной стороне стены были устроены новые ворота.
Небольшая часовня, посвященная Святому Михаилу, пристроена к стене в её южной части. Эта постройка датируется примерно 1600 годом.
В башне и бывших жилых помещениях замка Монтебелло размещены экспозиции музея. Музей был открыт в 1974 году и разделяется на две секции: истории и археологии. В исторической секции музея представлены старинные манускрипты, коллекция военного и церемониального оружия. Секция археологии включает керамику, стеклянную посуду, художественные предметы и драгоценности начиная с 1400—1500 гг. до н. э. Музей открыт с марта до ноября.